# إيسباديلا
بلدية إيسباديلا (بالإسبانية: Espadilla)‏، هي إحدى بلديات مقاطعة كاستيلون التي تقع في منطقة بلنسية، في شرق إسبانيا.
يبلغ عدد سكانها 72 نسمة وفقاً لإحصائية سنة (2006).